# Мюннекемур
Мюннекемур (нід. Munnekemoer) — селище в нідерландській провінції Гронінген на кордоні з Німеччиною. Входить до муніципалітету Вестерволде.
Його площа становить 1,49км², а населення станом на 2021 рік складало 180 осіб.
Перша згадка про населений пункт датується 1781 роком.